# Torricchio
Torricchio is een plaats (frazione) in de Italiaanse gemeente Uzzano.